# برنارد إل. دايموند
برنارد إل. دايموند (بالإنجليزية: Bernard L. Diamond)‏ هو طبيب نفسي أمريكي، ولد في 8 ديسمبر 1912، وتوفي في 18 نوفمبر 1990.